# Zied

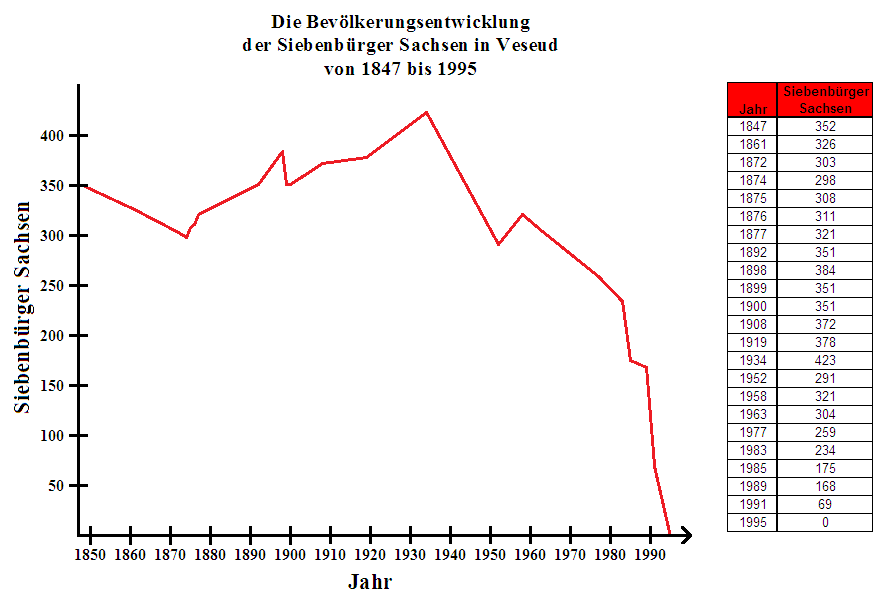
Bevölkerungsentwicklung der Siebenbürger Sachsen in Zied

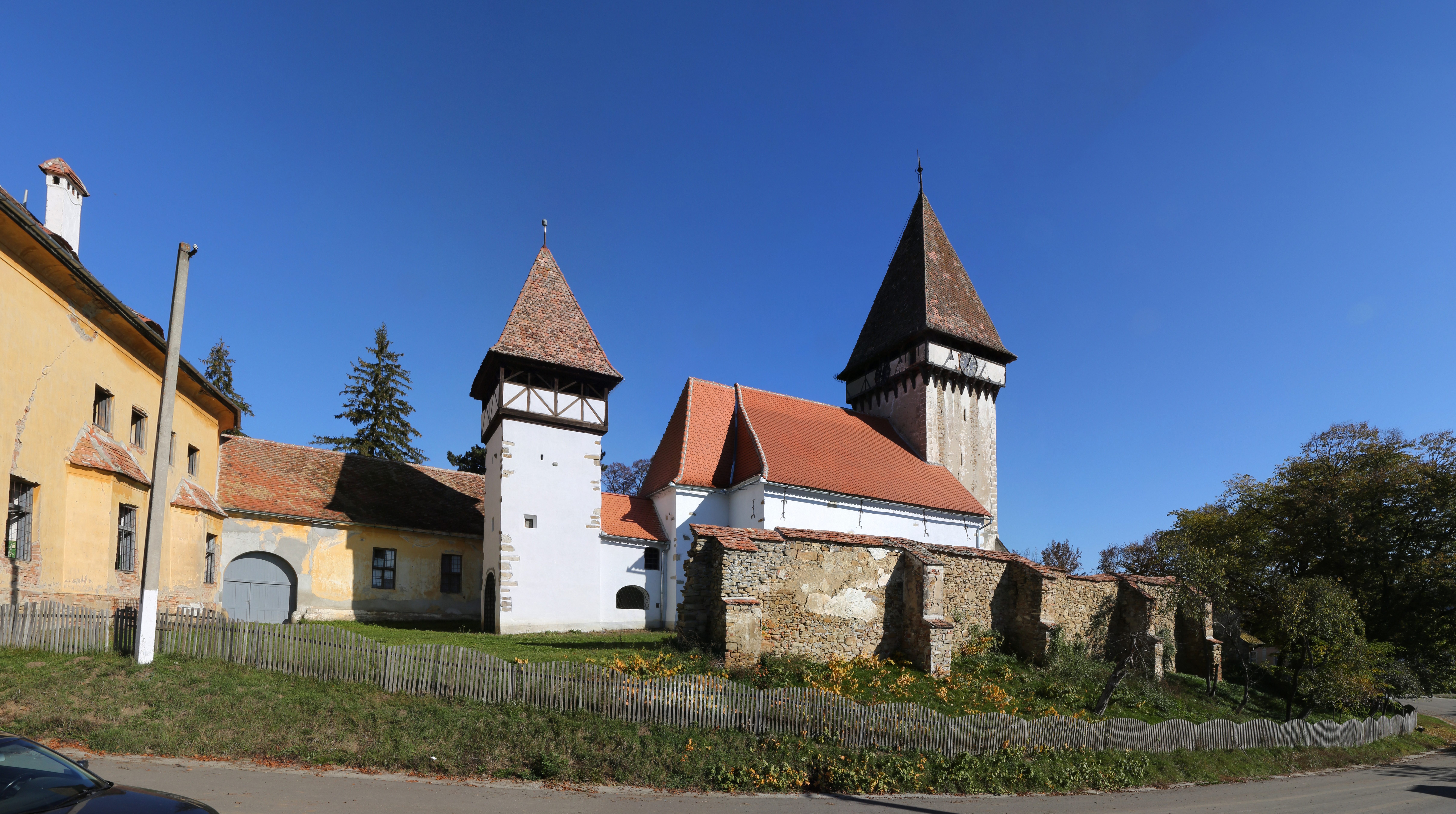
Die evangelische Kirchenburg in Zied mit Blick aus Südwesten

Zied (rumänisch Veseud, veraltet Vesăud; såksesch Zeïd; ungarisch (Szász) Vessződ) ist ein siebenbürgisches Dorf im Kreis Sibiu in Rumänien. Es ist Teil der Gemeinde Kirchberg (Chirpăr).

## Lage
Zied liegt auf einer Höhe von 460 bis 683 Meter, sechs Kilometer südlich von Agnetheln im Harbachhochland. Der Ort erstreckt sich mit seinem Umland auf einer Fläche von 1800 Hektar.

## Topographie
Zied ist Ost-West ausgerichtet. Der Ort ist schlüsselförmig, wobei der obere Kreis sich im Osten befindet. Dort steht auch die evangelische Kirchenburg. Hier befinden sich zusätzlich zu dem Kirchensaal und dem Glockenturm auch der Kindergarten und die Schule. Im Westen sind der Ortseingang und der Dorfladen. Die Höfe sind eng aneinander gereiht. Das Dorf ist von vielen Wiesen, Feldern und Wäldern umgeben. Der evangelische Friedhof befindet sich im Norden, der rumänische im Süden des Dorfes.

## Geschichte
Zied wurde erstmals 1323 unter der Bezeichnung Sydo urkundlich erwähnt. Anhand der Topographie des Dorfkernes und des romanischen Baustils der Kirchenburg in Zied lässt es sich jedoch schlussfolgern, dass Zied in der zweiten Hälfte des 12. Jahrhunderts, aber noch vor 1190 gegründet worden sein muss. Somit gehört Zied zu einer der ältesten von Siebenbürger Sachsen gegründeten Siedlungen Siebenbürgens.

## Bevölkerung
Im Jahr 2002 wurden in Zied 161 Einwohner registriert. 97 davon waren Rumänen, 57 waren Roma, vier waren Deutsche und drei bekannten sich als Ungarn. Die Bevölkerungsdichte liegt somit bei neun Einwohnern pro Quadratkilometer.

## Sehenswürdigkeiten
- Die evangelische Kirchenburg wurde im 13. Jahrhundert zunächst als eine romanische Basilika mit Pfeilerarkaden errichtet. Wegen des Mongolensturmes wurde die Kirche zwischen 1494 und 1506 zu einer Kirchenburg mit einem Wehrgang versehene Ringmauer mit vier Wehrtürmen umgebaut. Der fünfstöckige Verteidigungsturm (der rechte Turm im Bild) wurde mit Schießscharten versehen; im fünften Geschoss wurde eine Glockenkammer eingerichtet. Nach dem Bau eines neuen Daches 1625 und dem Anbau einer Turmkugel 1646 ist die Kirchenburg 35 Meter hoch. Heute ist von der Ringmauer nur noch ein Teil im Süden erhalten. Die Kirchenburg steht unter Denkmalschutz.[4]
- Die rumänische-orthodoxe Kirche Sf. Gheorghe, 1790 errichtet, steht ebenfalls unter Denkmalschutz.[4]